# Yosvane Despaigne
Yosvane Oreidis Despaigne Terry (ur. 13 kwietnia 1976) – kubański judoka. Trzykrotny olimpijczyk. Zajął dziewiąte miejsce w Atlancie 1996, trzynaste w Sydney 2000 i odpadł w eliminacjach w Atenach 2004. Walczył w wadze średniej.
Piąty na mistrzostwach świata w 2003 i siódmy w 1999; uczestnik zawodów w 1997, 2001 i 2005. Startował w Pucharze Świata w latach 1996–2003, 2005 i 2010. Brązowy medalista igrzysk panamerykańskich w 1999 i 2003. Wygrał igrzyska Ameryki Środkowej i Karaibów w 1998. Zdobył pięć medali na mistrzostwach panamerykańskich w latach 1996 - 2000. Wygrał uniwersjadę w 2001 i trzeci w uniwersjadę w 1999 roku. 
Jego brat Oreidis Despaigne, także był judoką i olimpijczykiem z 2004, 2008, 2012 roku.

## Letnie Igrzyska Olimpijskie 1996
| Konkurencja | Eliminacje               | Eliminacje           | Eliminacje            | Repasaże              | Klas. końcowa |
| Konkurencja | Przeciwnik I             | Przeciwnik II        | 1/4                   | Przeciwnik I          | Miejsce       |
| ----------- | ------------------------ | -------------------- | --------------------- | --------------------- | ------------- |
| 86 kg       | Skander Hachicha (TUN) Z | Pablo Elisii (ARG) Z | Jeon Ki-young (KOR) P | Mark Huizinga (NED) P | 9.            |

## Letnie Igrzyska Olimpijskie 2000
| Konkurencja | Eliminacje            | Repasaże            | Klas. końcowa |
| Konkurencja | Przeciwnik I          | Przeciwnik I        | Miejsce       |
| ----------- | --------------------- | ------------------- | ------------- |
| 90 kg       | Mark Huizinga (NED) P | Brian Olson (USA) P | 13.           |

## Letnie Igrzyska Olimpijskie 2004
| Konkurencja | Eliminacje            | Klas. końcowa |
| Konkurencja | Przeciwnik I          | Miejsce       |
| ----------- | --------------------- | ------------- |
| 90 kg       | Chasanbi Taow (RUS) P | 1 runda       |